# Wallcloud

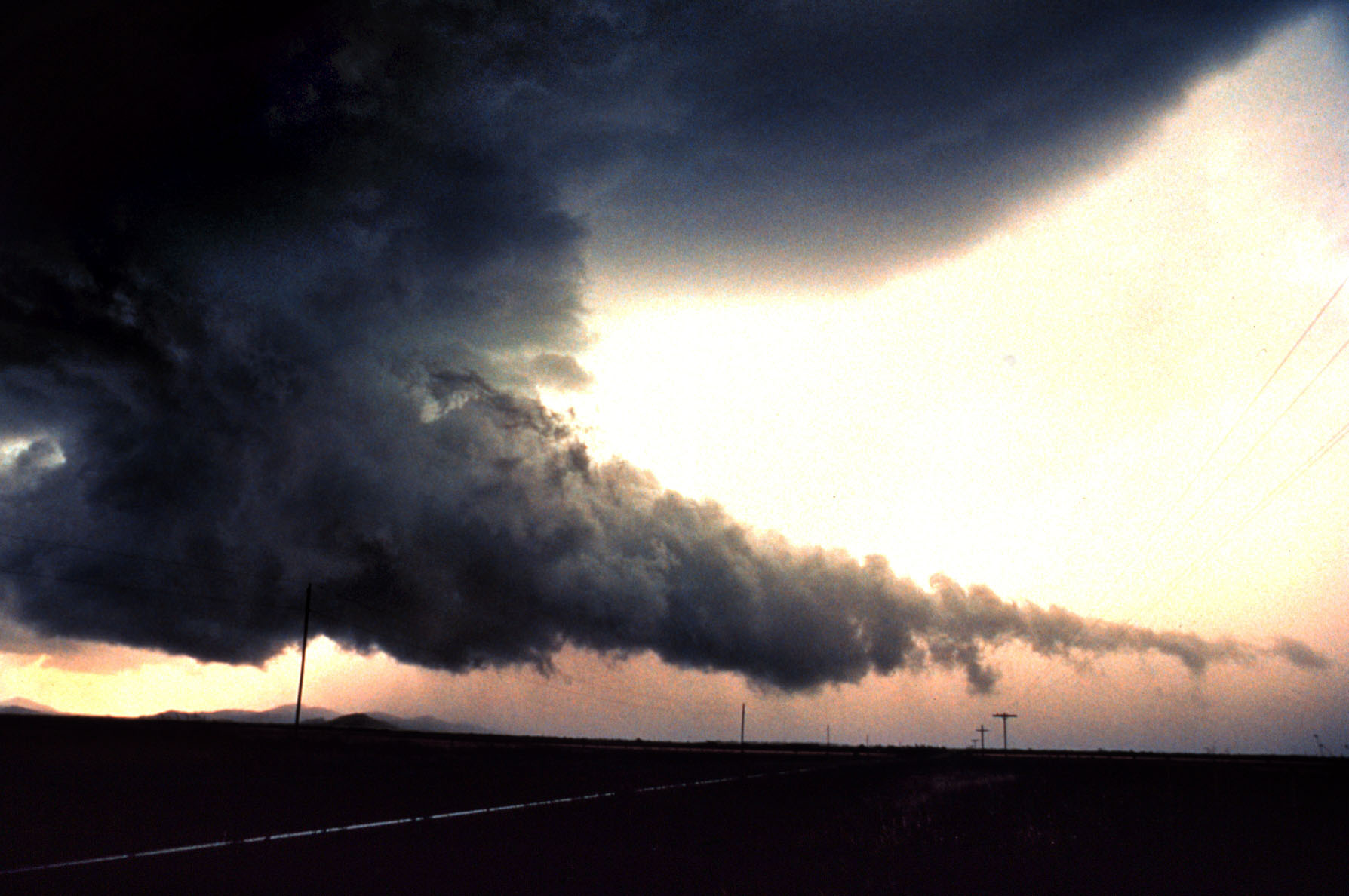
Wallcloud mit Tailcloud

Eine Wallcloud ist eine mehr oder weniger isolierte Absenkung unter dem niederschlagsarmen Aufwindbereich einer Schauer- oder Gewitterwolke (Cumulonimbus), aus der sich manchmal ein Tornado entwickelt.

## Beschreibung

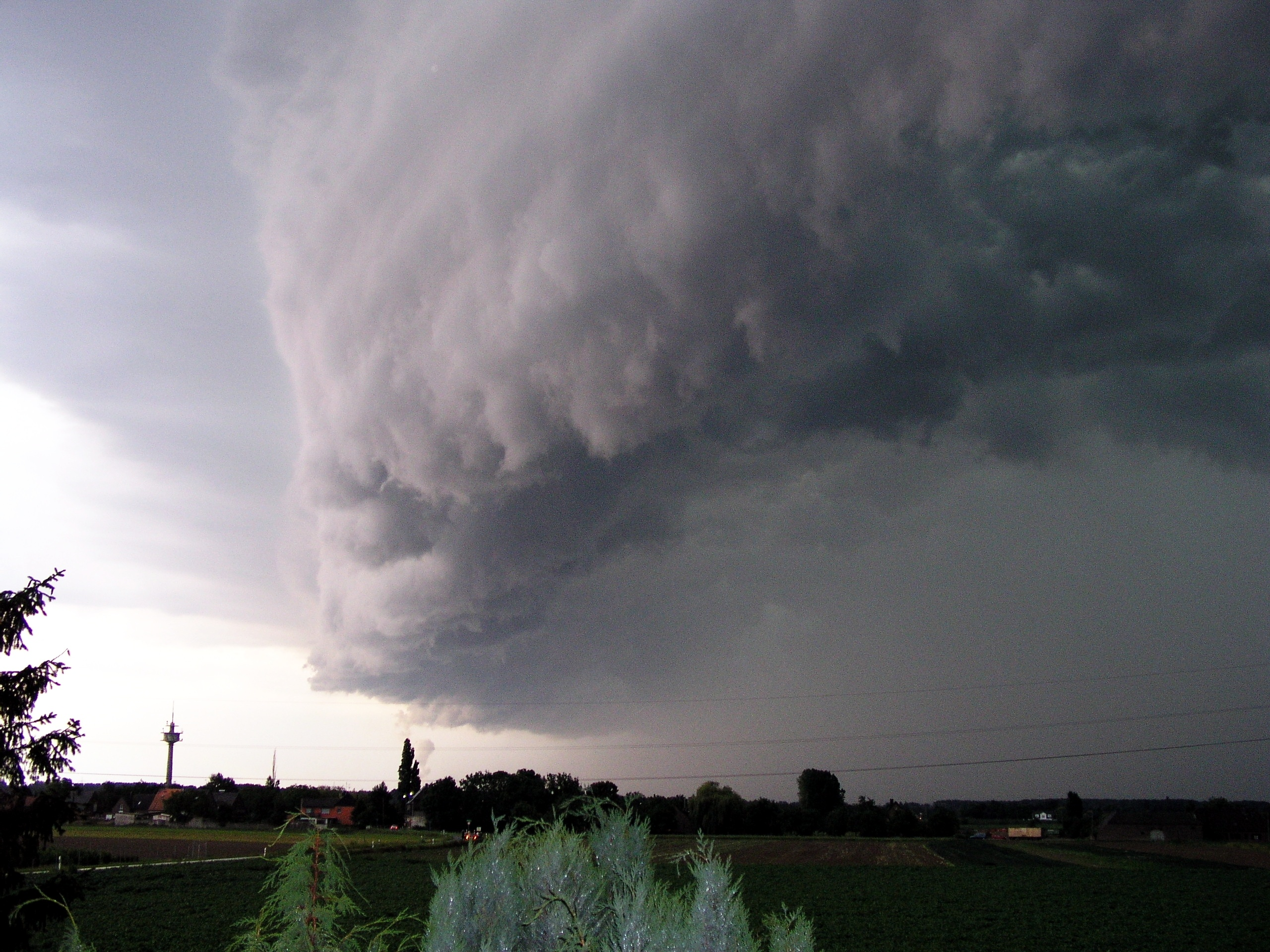
Shelf Cloud – wird gerne mit einer Wall cloud verwechselt

Sie befindet sich typischerweise unterhalb des niederschlagsfreien Bereiches der Schauer- oder Gewitterzelle und markiert den Bereich mit dem kräftigsten Aufwind, der sich bei einer Superzelle typischerweise am südlichen oder südwestlichen Ende derselben befindet. Die Wallcloud kann zwischen einem Bruchteil eines Kilometers und über 8 Kilometern breit sein.
Manche Wallclouds weisen eine Rotation auf, was ein Indiz für einen rotierenden Aufwind, eine Mesozyklone, ist. Solche rotierenden Wallclouds entwickeln sich meist wenige Minuten bis fast eine Stunde vor starken Tornados und rotieren typischerweise zyklonal. Daher werden insbesondere rotierende Wallclouds als Warnzeichen für Tornados betrachtet.
Sie ist mittlerweile als eigene Sonderform im Internationalen Wolkenatlas unter dem Namen „Murus“ eingetragen.

## Entstehungsprozess
Eine Wallcoud entsteht, weil das Kondensationsniveau (die Wolkenuntergrenze) lokal herabgesetzt ist. Dies liegt in der Regel daran, dass auch feuchte Luft aus dem Niederschlagsbereich in den Aufwindbereich gesaugt wird, die beim Aufsteigen früher auskondensiert. Häufig ist die Mauerwolke deswegen in Richtung des Niederschlagsbereiches geneigt. Nicht selten erstreckt sich aus der Mauerwolke auch eine so genannte Tailcloud, ein schmales Band aus Wolkenfragmenten (fractus), das  zum Niederschlags- und Abwindbereich dahinter (siehe Abbildung rechts) reicht. Diese ist auch ein Zeichen dafür, dass feuchte Luft aus dem Niederschlagsbereich vom Aufwind angesaugt wird.